# Вищий орган Європейської спільноти з вугілля та сталі

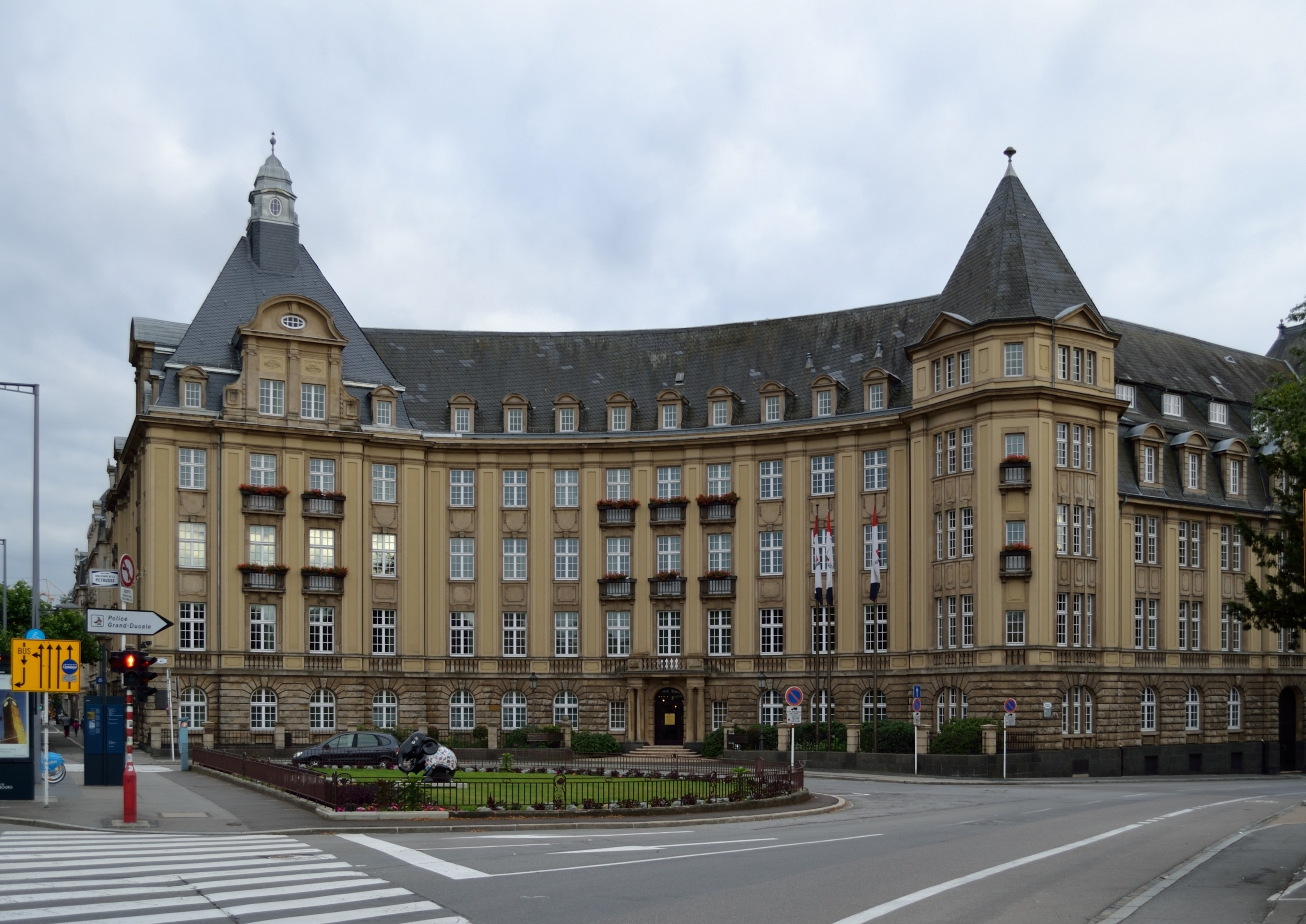
Колишня штаб-квартира Вищої влади на площі Мец у Люксембурзі

Вищий орган був виконавчою владою колишнього Європейського співтовариства вугілля та сталі (ЄВСВ). Вона була створена в 1951 році і розпущена в 1967 році, коли її об'єднали з Європейською Комісією.

## Історія
Вища влада була в основі ідеї ЄОВС. Це мала бути незалежна, наднаціональна виконавча влада, перевірена Загальною Асамблеєю. Виникли занепокоєння щодо цієї влади, що призвело до створення Ради (урядів) і Парламенту (депутатів), які діяли б як противага. Інавгураційне засідання Управління відбулося в мерії Люксембурга 10 серпня 1952 року. Його першим президентом був обраний Жан Моне, архітектор ЄОВС.
Наднаціональна влада, яку здійснює Орган, викликала підозру у деяких, наприклад, уряд Франції, який гарантував, що в Європейському економічному співтоваристві (ЄЕС) та Європейському співтоваристві з атомної енергії (Євратом) більше повноважень буде в руках ради.
Договір про злиття набув чинності в 1967 році; це об'єднало незалежні інституції ЄОВС і Євратом з установами ЄЕС. З цього часу Вищий орган влади припинив своє існування, його обов’язки взяла на себе Комісія Європейських Співтовариств . Адміністрація Рінальдо Дель Бо закінчилася до злиття, тому для нагляду за злиттям був призначений тимчасовий президент Альберт Коппе. Востаннє засідання Уряду відбулося 28 червня 1967 року.

## Повноваження
Головним нововведенням Управління був його наднаціональний характер. Він мав широку сферу компетенції для забезпечення досягнення цілей договору та безперебійного функціонування спільного ринку. Вища влада могла видавати три типи правових документів : рішення, які були повністю обов'язковими законами; Рекомендації, які мали обов'язкові цілі, але з методами, залишеними державам-членам; та Висновки, які не мали юридичної сили.

## Складова
До складу цього органу входило дев'ять членів, майже всі призначені з держав-членів. Більші держави, Франція, Німеччина та Італія, призначили по два члена, а три менші країни, Бельгія, Люксембург та Нідерланди, призначили по одному члену. Дев’ятим членом був президент, якого призначали вісім інших членів.
Незважаючи на те, що їх призначали національні уряди, члени не повинні були представляти свої національні інтереси, а скоріше дали присягу захищати загальні інтереси Співтовариства в цілому. Їхній незалежності сприяло те, що членам було заборонено займатися будь-якими видами діяльності за межами Управи або мати будь-які бізнес-інтереси.

### Президент
Президента обирали інші призначені члени, а не безпосередньо держави-члени (як у випадку нинішнього президента Комісії). Першим президентом був Жан Моне.
| Н. | Портрет           | Президент (Народився–помер)   | Держава | Обійняв посаду       | Залишив кабінет      | Авторитет  | Партія                             | Група | Група | Виборчий мандат | Прим. |
| -- | ----------------- | ----------------------------- | ------- | -------------------- | -------------------- | ---------- | ---------------------------------- | ----- | ----- | --------------- | ----- |
| 1  |                   | Жан Моне (1888–1979)          | Франція | 10 серпня 1952 року  | 3 червня 1955 року   | Моне       | Незалежний політик                 |       | Жодна | –               |       |
| 1  | 2 роки, 297 днів  | Жан Моне (1888–1979)          | Франція |                      |                      | Моне       | Незалежний політик                 |       | Жодна | –               |       |
| 2  |                   | Рене Майєр (1897–1965)        | Франція | 3 червня 1955 року   | 13 січня 1958 року   | Майєр      | Радикальна партія                  |       | Жодна | –               |       |
| 2  | 2 роки, 224 дні   | Рене Майєр (1897–1965)        | Франція |                      |                      | Майєр      | Радикальна партія                  |       | Жодна | –               |       |
| 3  |                   | Пол Фінет (1897–1995)         | Бельгія | 13 січня 1958 року   | 15 вересня 1959 року | Finet      | Незалежний політик                 |       | Жодна | –               |       |
| 3  | 1 рік, 246 днів   | Пол Фінет (1897–1995)         | Бельгія |                      |                      | Finet      | Незалежний політик                 |       | Жодна | –               |       |
| 4  |                   | П'єро Мальвестіті (1899–1964) | Італія  | 15 вересня 1959 року | 22 жовтня 1963 року  | Малвестити | Християнсько-демократична партія   |       | Жодна | –               |       |
| 4  | 4 роки, 51 день   | П'єро Мальвестіті (1899–1964) | Італія  |                      |                      | Малвестити | Християнсько-демократична партія   |       | Жодна | –               |       |
| 5  |                   | Рінальдо Дель Бо (1916–1991)  | Італія  | 22 жовтня 1963 року  | 1 березня 1967 року  | Дель Бо    | Християнсько-демократична партія   |       | Жодна | –               |       |
| 5  | 3 роки, 130 днів  | Рінальдо Дель Бо (1916–1991)  | Італія  |                      |                      | Дель Бо    | Християнсько-демократична партія   |       | Жодна | –               |       |
| 6  |                   | Альберт Коппе (1911–1999)     | Бельгія | 1 березня 1967 року  | 5 липня 1967 року    | Коппе      | Християнські демократи і фламандці |       | Жодна | –               |       |
| 6  | 0 років, 126 днів | Альберт Коппе (1911–1999)     | Бельгія |                      |                      | Коппе      | Християнські демократи і фламандці |       | Жодна | –               |       |

## Місцезнаходження

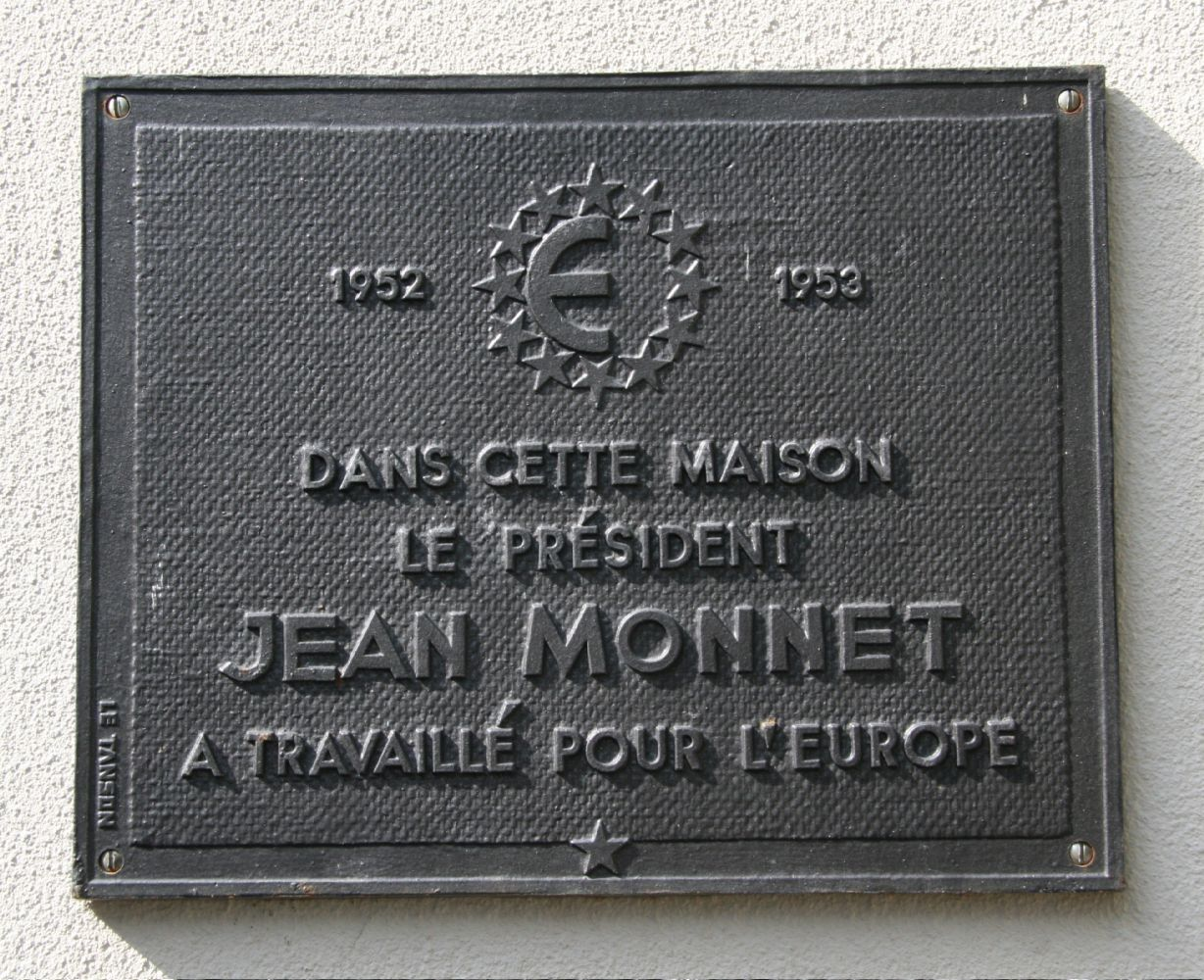
Меморіальна дошка на колишньому готелі Grand-Chef

Штаб-квартира Вищої влади була в місті Люксембург, де перебуває більшість установ ЄОВС. Це було призначено лише як тимчасове місце, оскільки на конференції ЄСВС у 1952 році не було досягнуто офіційної угоди.
Люксембург запропонував, щоб він був тимчасовим місцем (крім Загальної асамблеї, яка мала бути в Страсбурзі), доки не буде досягнуто угоди. Майбутні керівники, комісії ЄЕС та Євратом, зрештою будуть базуватися в Брюсселі.
Вища влада спочатку мала свої офіси в готелях, спочатку в Hôtel des Forges у Шато де Бегген, а потім у готелі Grand-Chef в Мондорф-ле-Бен. У 1953 році він переїхав до колишнього місцезнаходження Люксембурзької залізниці на площі Мец у Люксембурзі, грандіозної будівлі, де пізніше з 1968 по 1980 рік розміщувався Європейський інвестиційний банк, а з 1987 року — штаб-квартира Banque et Caisse d'Épargne de l'. État.